# Schefflera yunnanensis
Schefflera yunnanensis är en araliaväxtart som beskrevs av Hui Lin Li. Schefflera yunnanensis ingår i släktet Schefflera och familjen araliaväxter. Inga underarter finns listade.